# Station Saint-Pierre

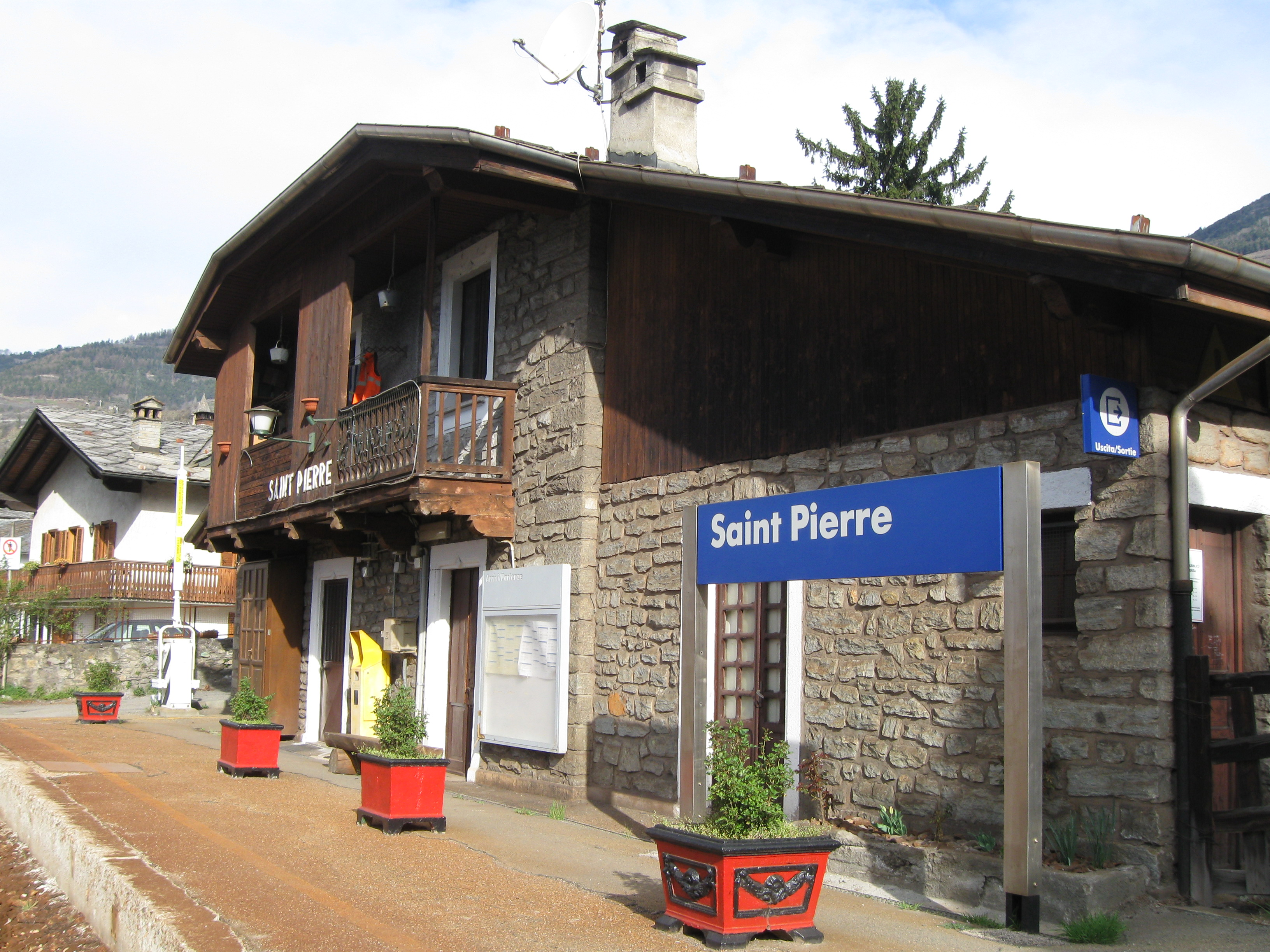

Station Saint-Pierre is een spoorwegstation van de spoorlijn Aosta - Pré-Saint-Didier, gelegen in de gemeente Saint-Pierre (Aostadal-Italië).